# Dotation sur le Mont-de-Milan
 (juillet 2022).
Les dotations sur le Mont de Milan, aussi appelé Monte Napoleone, sont une forme de rente héréditaire de l'ère napoléonienne proche du majorat. Ces rentes d'un montant de 500 à 5 000 francs-or, étaient destinée aux soldats et officiers et gagées sur un ensemble de biens fonciers italiens.

## Origine
En 1806, Napoléon Ier rétablit les titres nobiliaires et en concède l'hérédité s'il leur est affecté un majorat ou une dotation, qui constitue un ensemble de biens fonciers ou de rentes inaliénables, transmissible aux héritiers naturels ou adoptifs du titulaire en même temps que son titre de noblesse. Ces biens octroyés par décret impérial font l'objet d'une liste civile. Au total, environ 800 familles ont bénéficié d'un majorat ou d'une dotation sous le Premier Empire.
Après sa défaite face à Napoléon Ier, le gouvernement italien crée une inscription de 765 000 francs de rente sur le Mont de Milan, gagées sur une partie de ses biens fonciers, pour le règlement des dettes des provinces romaines envers la France. À la suite de la réunion de ces provinces au royaume d'Italie, cette inscription est rachetée par le Domaine Extraordinaire et utilisée pour des dotations à des militaires pour leurs services rendus ou leurs blessures.

## Abolition
Ces dotations sont supprimées par le Congrès de Vienne en 1815. Une loi de 1821 indemnise les donataires dépossédés.
Après avoir rétabli les titres de noblesse le 24 janvier 1852, Napoléon III restitue les rentes des donataires du Mont-de-Milan en 1862. Ceux-ci continuent d'en bénéficier de 1870 à 1906.